# Papež Nikolaj IV.
Papež Nikolaj IV., rojen kot Girolamo Masci, (v starejših virih samo Girolamo d’Ascoli) je bil OFM in rimski škof (papež) Rimskokatoliške cerkve; * 30. september 1227 Lisciano (Marke, Papeška država, Sveto rimsko cesarstvo); † 4. april 1292 Rim (Papeška država, Sveto rimsko cesarstvo).

## Življenjepis
.
Po Honorijevi smrti je trajalo skoraj 11 mesecev, preden so se kardinali zedinili; zaradi mrzlice, ki je razsajala po rimski okolici, so vsi razen Hieronima zapustili mesto. Ko so se vrnili, so verjetno tudi v znamenje priznanja za njegovo dobrodelno delovanje, dne 22. februarja 1288 izvolili kardinala-škofa iz Palestrine, Hieronima Mascija za papeža. 
Rodil se je kot Girolamo d’Ascoli v Liscianu pri Ascoliju dne 30. septembra 1227 v družini preprostih staršev. Priimek Masci najdemo šele v poznejših zapisih. Že v mladosti je vstopil k frančiškanom, 1272 postal njihov provincial v Dalmaciji (Sclavonia), zatem pa papeški poslanec v Carigradu. 1274 so ga izvolili za vrhovnega predstojnika (generalnega ministra) manjših bratov kot naslednika sv. Bonaventura, ki je umrl med lyonskim vesoljnim cerkvenim zborom - in najbrž so ga izvolili po Bonaventurovi želji. Nikolaj III. ga je 1278 imenoval za kardinala-duhovnika pri Santa Pudenziana. Tedaj je v svoji skromnosti dejal: "Boljše je biti zadnji kuhar v samostanu kot kardinal."
Nikolaj IV., skromen.in miroljuben mož, je bil prvi frančiškanski papež. Zaradi spopadov med rimskimi plemiškimi rodbinami, najbolj sta si nasprotovali rodbini Orsini in Colonna, je kmalu moral zapustiti mesto. V času njegovega pontifikata so kristjani izgubili še svoje zadnje postojanke v Palestini: leta 1289 Tripolis in 1291 Akkon. Glavna krivda se lahko pripiše političnim sporom med procesarskimi gibelini in propapeškimi gvelfi, ki so poleg Italije delili velik del Evrope in se mestoma odražali v političnih zdrahah propadajočega krščanskega Zamorja. Nikolaj je skušal sklicati še eno križarsko vojno, vendar je križarski duh po neslavni aragonski križarski vojni popolnoma izvodenel, Sveta dežela je bila za kristjane izgubljena. Zelo je podprl misijonsko dejavnost Cerkve: misijonarje iz reda manjših bratov je poslal v Albanijo, Srbijo, Bosno in Armenijo. Frančiškanski misijonar Janez iz Montecorvina (Giovanni da Montecorvino) je s papeževim priporočilnim pismom prispel na Kitajsko in tam z uspešnim misijonarjenjem ustanovil krščansko skupnost. V Pekingu je postal 1308 prvi katoliški nadškof. 
Nikolaj IV. je dal okrasiti apsidi v baziliki Marije Snežne in v lateranski baziliki. 

## Smrt in spomin
Po smrti v Rimu 4. aprila 1292 so ga v Baziliki Marije Snežne, ki mu je bila tako zelo pri srcu, tudi pokopali.